# Mycetophyllia reesi
Mycetophyllia reesi is een rifkoralensoort uit de familie Mussidae. De wetenschappelijke naam van de soort is voor het eerst geldig gepubliceerd in 1973 door Wells.
De soort komt voor in de Caraïbische Zee, het zuidelijke deel van de Golf van Mexico en bij Florida en de Bahama's. Ze staat op de Rode Lijst van de IUCN geklasseerd als 'onzeker'.